# Shetlandpony

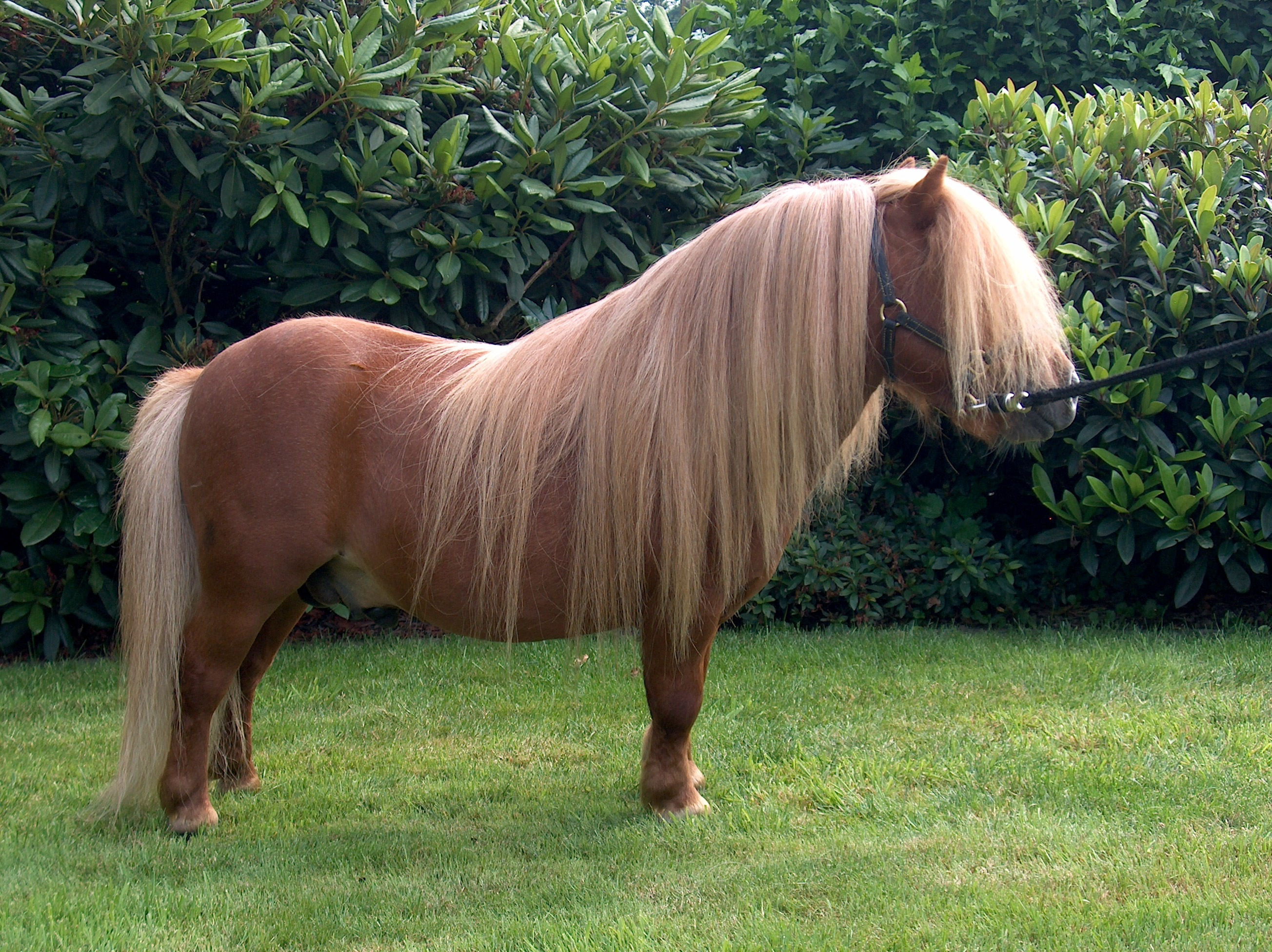
Shetlandpony

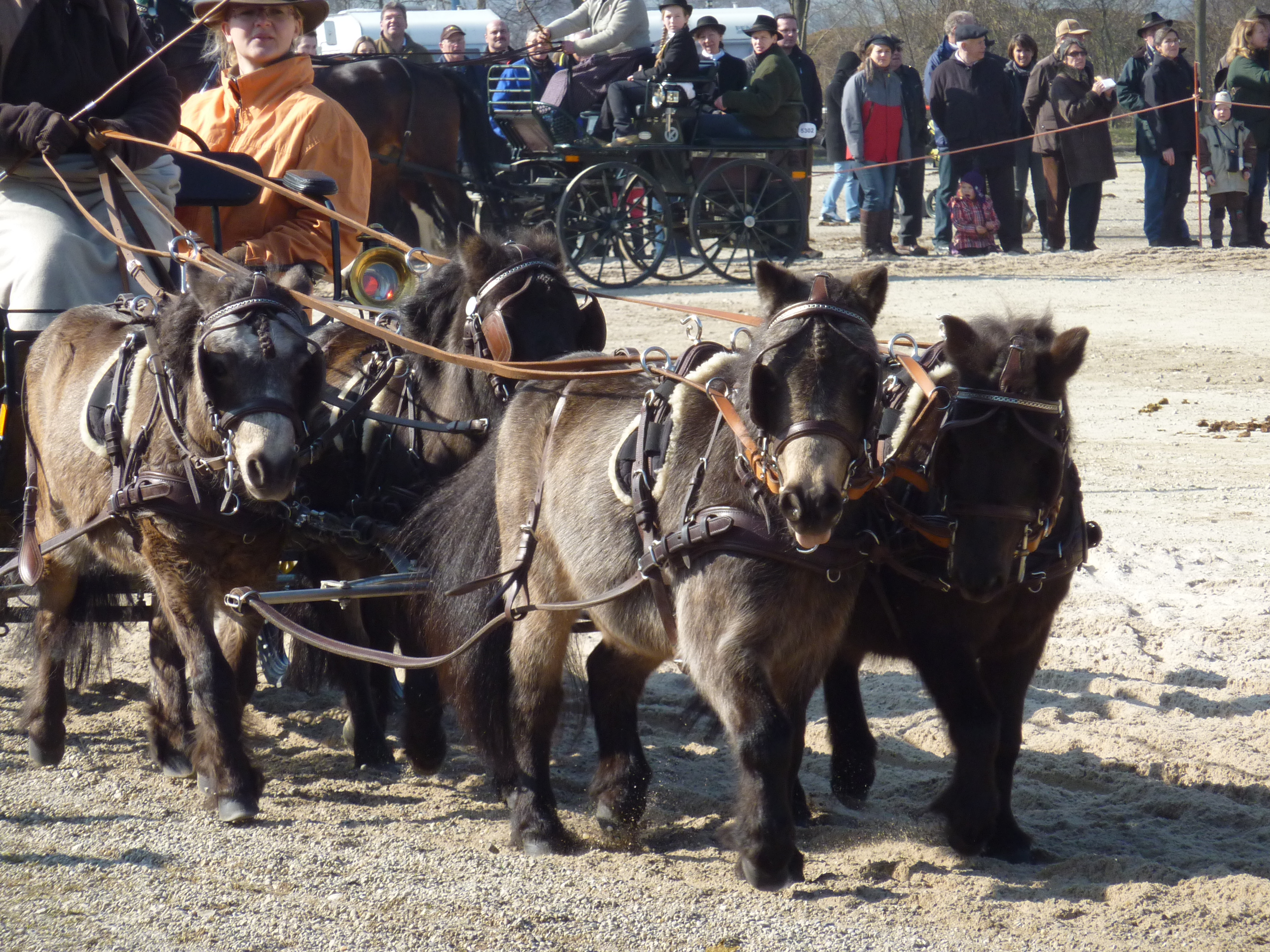
Shetlandpony's als vierspan voor een koets

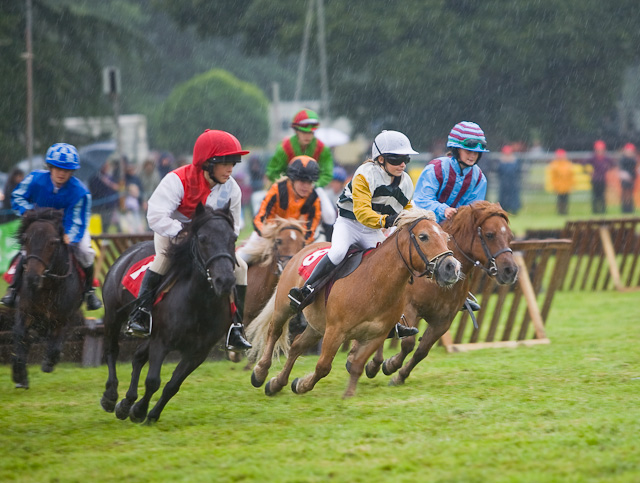
Shetlandpony's tijdens een paardenrace

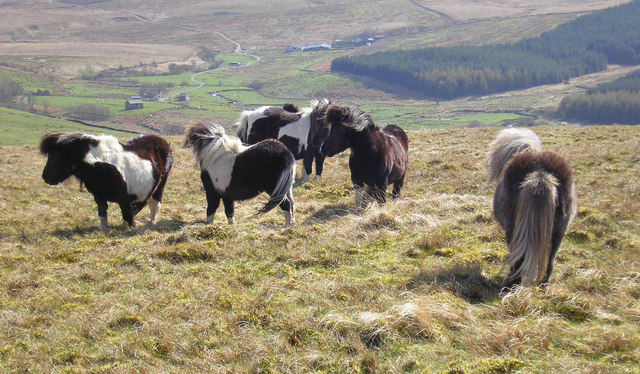
Shetlandpony's in hun natuurlijke omgeving

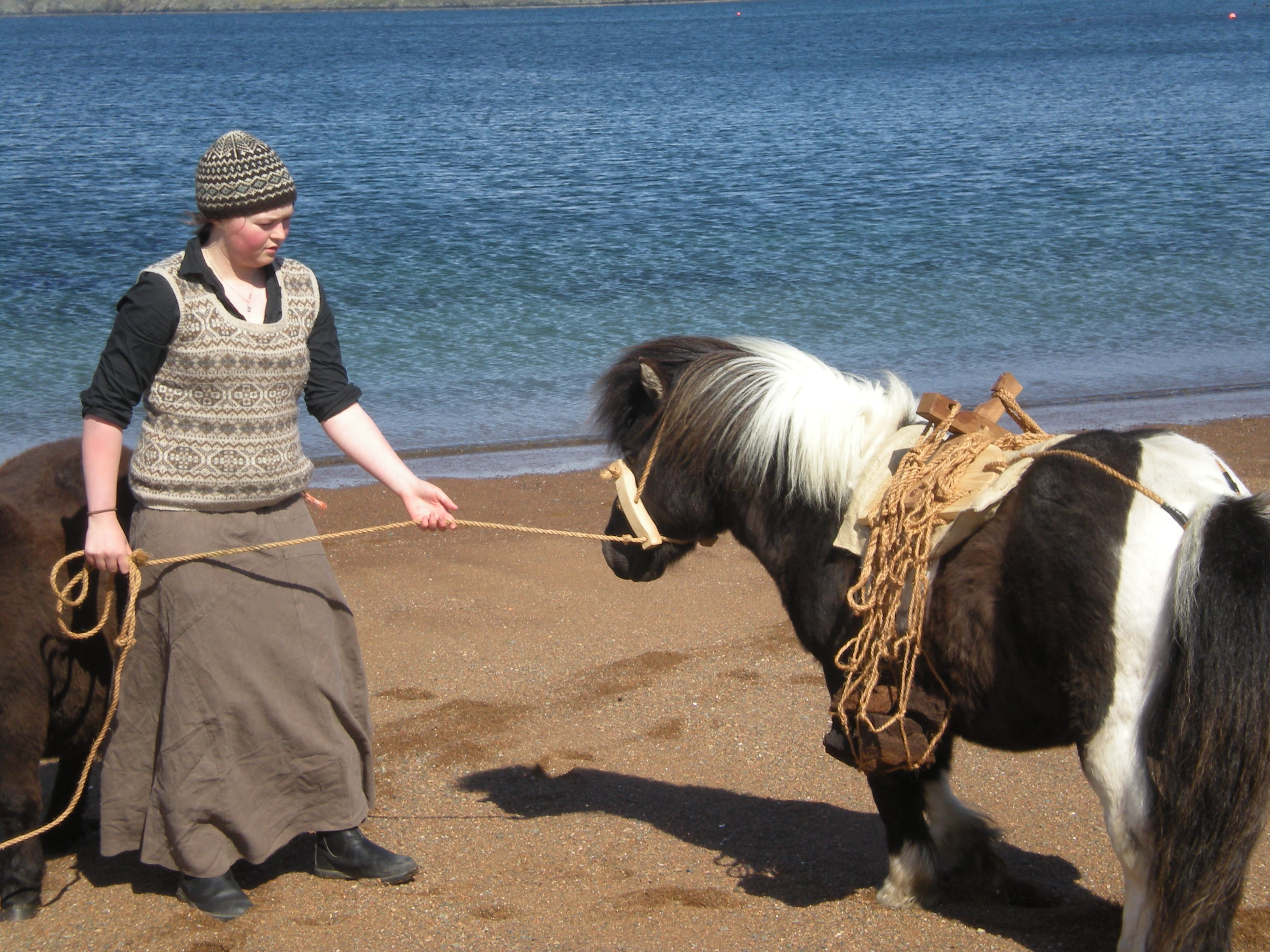
Shetlandpony als werkdier

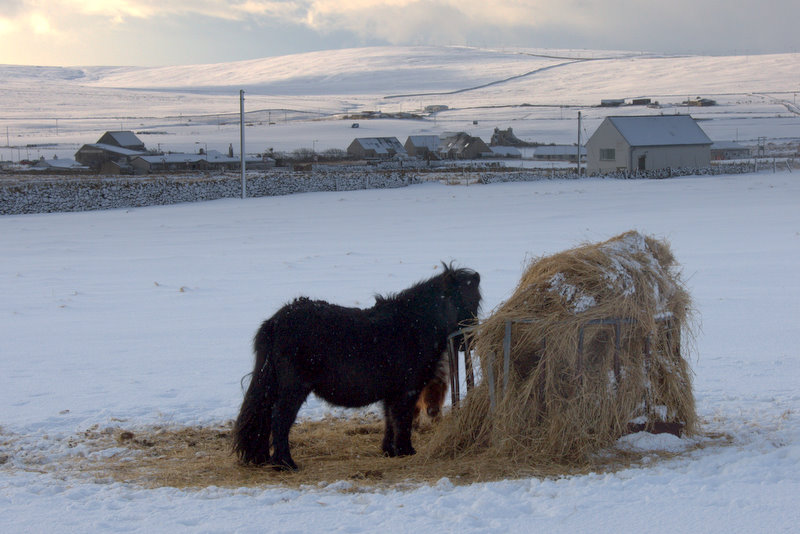
Shetland pony's kunnen ook in de winter buiten blijven.

De shetlandpony of shetlander is een klein maar krachtig ponyras, dat zijn naam ontleent aan de Shetlandeilanden in het uiterste noorden van Schotland. Shetlandpony's behoren tot de kleinste pony's ter wereld. De falabella is een nog kleiner paardenras maar wordt niet tot de pony's gerekend. De shetlandpony wordt ook Hit genoemd, van Hitlandse paarden.

## Geschiedenis
De eerste herkomst van de shetlander is onbekend maar deze pony's leven al eeuwen op de Shetlandeilanden en het is naar alle waarschijnlijkheid een zeer oud ras. Onder invloed van het koude klimaat en minimale hoeveelheden voer ontstond een kleine, taaie pony die alle kenmerken had van een koudbloedpaard en zijn lichaamswarmte zo goed mogelijk kon bewaren. Op de ruige Shetlandeilanden groeien geen bomen en op de schrale, zure veengrond groeien grassen en heidestruiken met weinig voedingswaarde. De shetlandpony's hebben zich zo ontwikkeld dat ze hiervan kunnen overleven.
De shetlander werd van oudsher gebruikt als pak-, tuig- en rijpony. Inlandse boeren gebruikten het dier vooral om zeewier in grote manden naar hun land te brengen, waar het als mest werd verspreid. Turf voor de vuren in de keukens werd op dezelfde manier vervoerd. Daarnaast dienden de shetlanders ook als rij- en trekdier. Naarmate het gebruik in de steenkoolindustrie toenam, werden de shetlandpony's bekender.
De pony's zijn naar vele landen over de gehele wereld geëxporteerd. Het ras lijkt zeer snel te veranderen van type als het ergens anders gefokt wordt.

## Schofthoogte
De stokmaat van de shetlandpony varieert. De officiële indeling van de shetlandpony's gebeurt volgens hun schofthoogte. Deze indeling is verschillend in België en Nederland.
In België worden de shetlandpony's als volgt ingedeeld:
- De kleine maat pony's met een stokmaat t/m 75 cm
- De middenmaat pony's met een stokmaat van 76 t/m 80 cm
- De grote maat pony's met een stokmaat van 81 t/m 102 cm

In Nederland, waar de shetlandpony's traditioneel een stuk groter zijn dan in België, wordt de volgende indeling gebruikt:
- De minimaat pony's met een stokmaat t/m 86 cm
- De kleine maat pony's met een stokmaat van 87 t/m 92 cm
- De middenmaat pony's met een stokmaat van 93 t/m 98 cm
- De grote maat pony's met een stokmaat van 99 t/m 107 cm

## Exterieur
De shetlandpony wordt (in verhouding tot zijn grootte) gezien als een van de sterkste pony's en paarden van de wereld. Hij is goed aangepast aan het gure klimaat op de Shetlandeilanden. Aan zijn bewegingen is dit goed merkbaar. Hij tilt zijn benen op een specifieke manier op, het resultaat van het leven in een rotsachtige omgeving.
De oren zijn klein, zodat er niet te veel warmte verloren gaat in de winter. Het hoofd mag niet te groot zijn en moet een recht of concaaf (hol) profiel hebben. Het lichaam is gerond met een korte en enigszins holle rug. De shetlander heeft een dikke, lange maantop en staart en dikke manen. De benen zijn kort en sterk. Rond de vetlokken bevindt zich langere beharing. De hals is kort, zwaar en sterk.

## Karakter en verzorging
Shetlanders worden nogal eens ervaren als eigenwijze en lastige pony's, dit heeft meestal met de opvoeding te maken. Vaak worden de pony's als veulen gekocht en niet goed opgeleid. Als een veulen geen goede, consequente opvoeding krijgt leidt dat tot karakterproblemen. Shetlanders zijn werklustig, nieuwsgierig en leren graag nieuwe dingen. Ze zijn slim en mede door hun nieuwsgierigheid willen ze weleens aan de verkeerde kant van de omheining staan.
Shetlandpony's zijn sober, het zijn geharde pony's die maar weinig voedsel nodig hebben. De shetlandpony kan ook in de winter zonder dek buiten blijven, maar een schuilstal in de weide stelt hij bij slecht en koud weer wel op prijs. Shetlanders hebben aanleg om te dik te worden. Het eten van gras en ander voedsel dat te rijk is voor zijn gestel in combinatie met te weinig beweging kan leiden tot hoefbevangenheid, een hoefziekte die kreupelheid veroorzaakt en zelfs tot de dood van de pony kan leiden.

## Gebruik
Het is voor de sterke shetlandpony mogelijk om op een verharde weg lasten te trekken die wel twee maal zo groot zijn als zijn eigen gewicht. Omdat hij gezien wordt als een van de sterkste pony's en paarden ter wereld, denken veel mensen dat een shetlander ook grote lasten kan dragen. In werkelijkheid kan een shetlander slechts maximaal twintig procent van zijn eigen gewicht dragen omdat de pony anders op den duur last krijgt van de gewrichten in zijn rug en hij vrijwel onbruikbaar wordt om op te rijden, hoe jong of oud hij ook is. Niet alleen het gewicht van de ruiter is van belang maar ook zijn lengte; als de ruiter te lang is, brengt deze de pony uit zijn balans. Shetlanders zijn naast handzame pony's voor het rijden onder het zadel ook goede tuigpony's.
Tegenwoordig is de shetlandpony vooral geliefd bij kinderen, die erop kunnen rijden indien de pony een goede, duidelijke opvoeding heeft gehad. Wanneer de kinderen voldoende ervaring hebben opgedaan en hun pony voldoende opgeleid is kunnen ze meedoen aan wedstrijden of recreatieve tochten. De pony vraagt een zorgvuldige, consequente behandeling. Shetlandpony's kunnen erg koppig zijn maar tegelijkertijd heel aanhankelijk. Ze zijn het liefst buiten in een kudde met andere shetlanders.

## Afbeeldingen

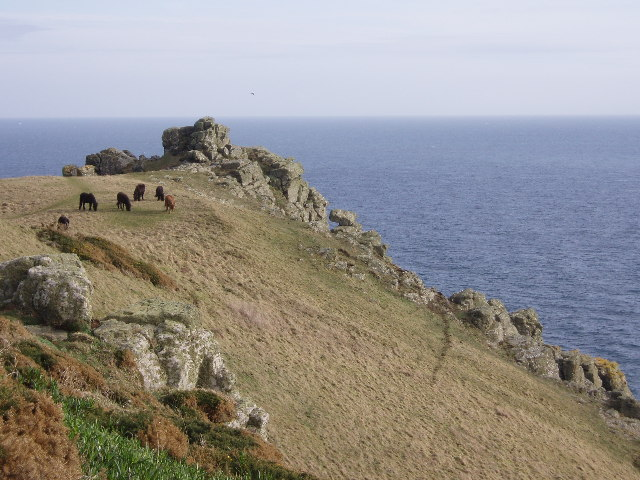
Pony's op een klif
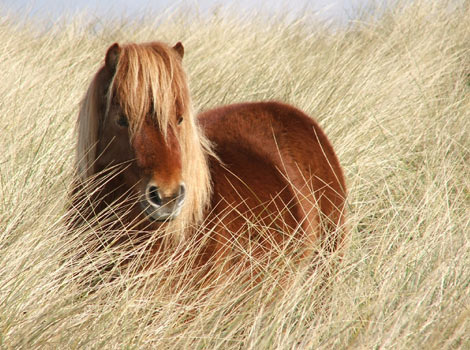
Dikke vacht
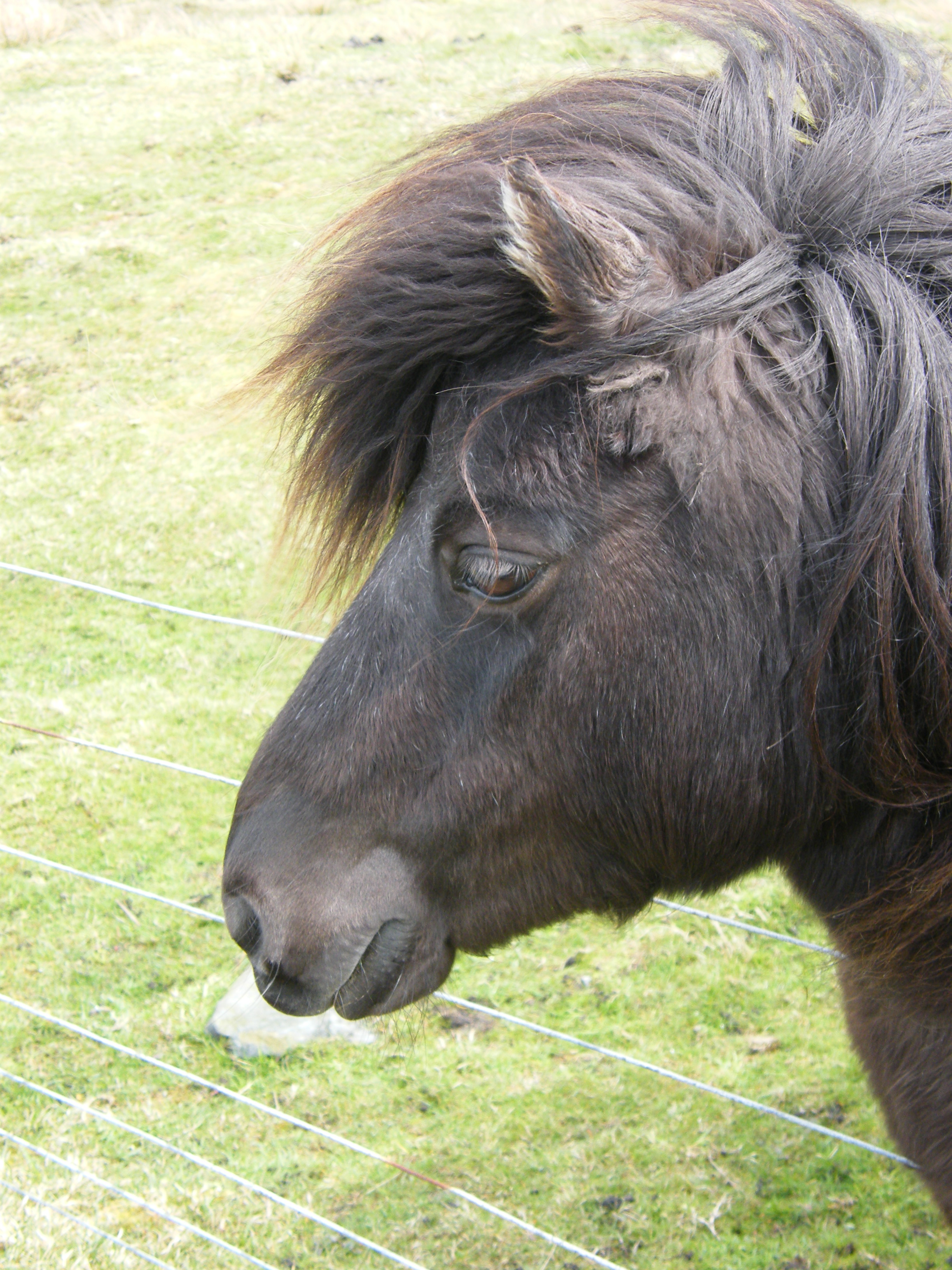
Dikke manen